# Levittown (Porto Rico)
Pour les articles homonymes, voir Levittown.
Levittown est une localité de Toa Baja, à Porto Rico.

## Histoire
Levittown est un grands ensemble pavillonnaire résidentiel planifié, parmi les plus grandes de Porto Rico.
Il a été développé par la société Levitt & Sons en 1963.